# مولد گاز چوب

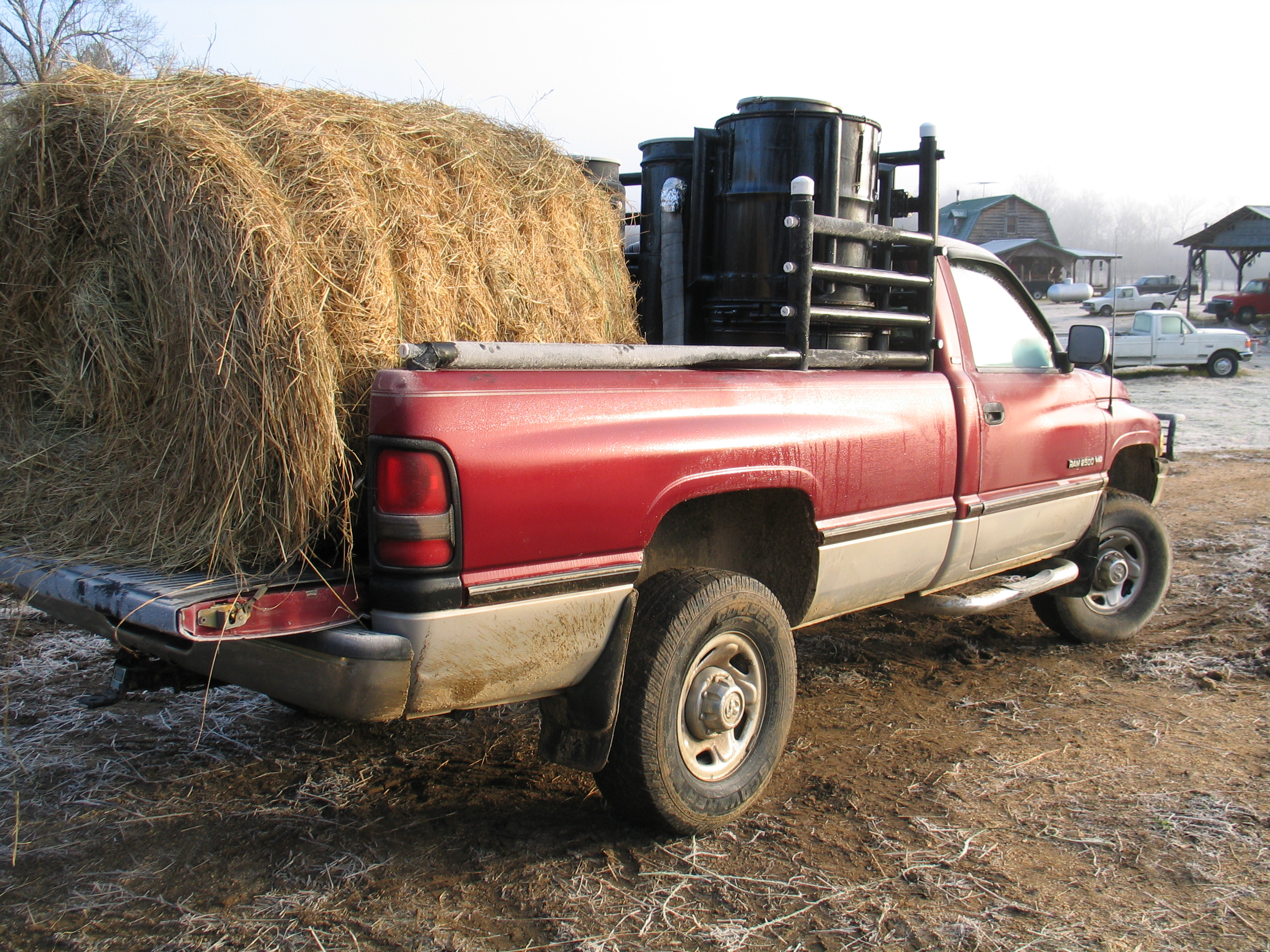
دوج V10 در حال حمل یونجه با سیستم گازساز Keith

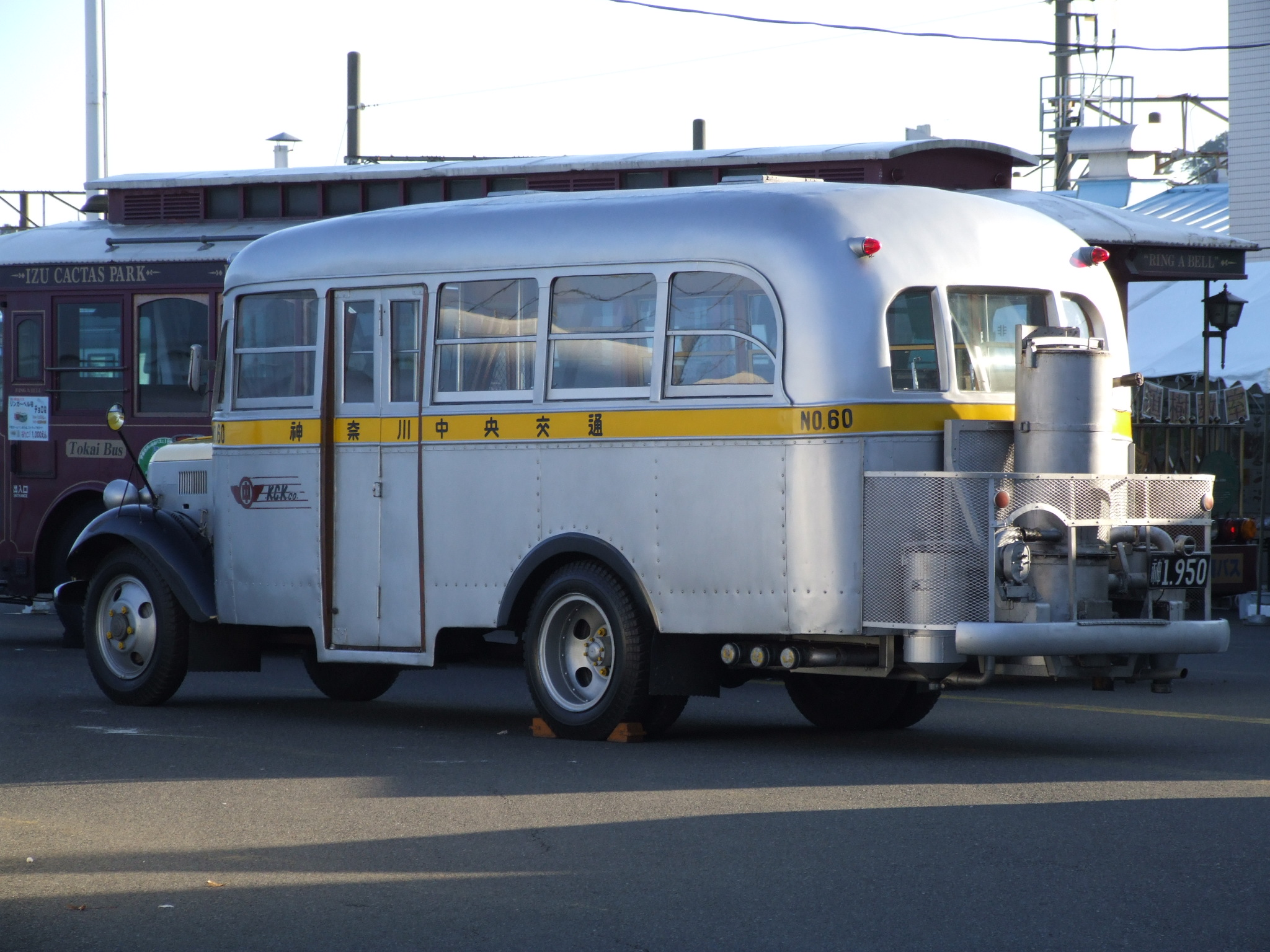
سانتا-گو، شرکت کاناگاوا چو کوتسو، با مسئولیت محدود.

مولد گاز چوب یک دستگاه تبدیل کننده به گاز است که چوب یا زغال چوب را به گاز چوب تبدیل می‌کند که یک سوخت گازی متشکل از نیتروژن جوی، مونوکسید کربن، هیدروژن و اثراتی از متان است و پس از سرد کردن و فیلتر کردن می‌تواند برای تأمین انرژی موتور احتراق داخلی یا برای اهداف دیگر مورد استفاده قرار گیرد. از لحاظ تاریخی مولدهای گاز چوب اغلب بر روی وسایل نقلیه نصب می‌شدند، اما مطالعات و پیشرفت‌های امروزی غالباً بر روی نیروگاه‌های ثابت متمرکز شده‌اند.

## تاریخچه

### ریشه‌ها

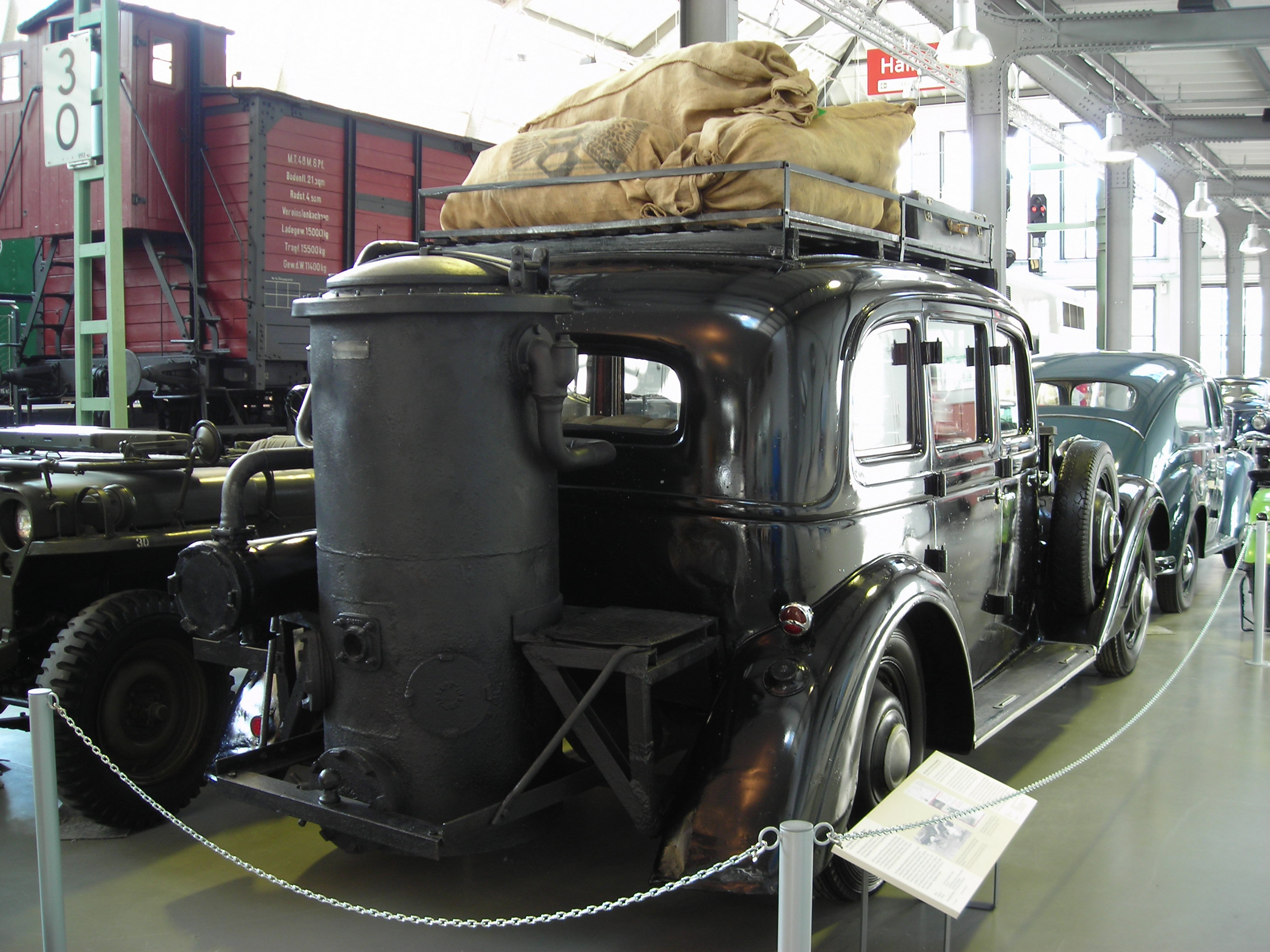
آدلر دیپلمات در جنگ جهانی دوم با مولد گاز چوب

تبدیل به گاز یک فناوری مهم و متداول در دوران قرن نوزدهم و اوایل قرن بیستم بود. گاز شهری تولید شده از زغال سنگ به‌طور گسترده و عمدتاً به منظور تأمین روشنایی استفاده می‌شد. زمانی که موتورهای احتراق داخلی ثابت که براساس چرخه اتو کار می‌کردند در دهه ۱۸۷۰ در دسترس قرار گرفتند، آنها شروع به جایگزینی موتورهای بخار به عنوان موتورهای اصلی در بسیاری از کارهایی کردند که به نیروی محرکه ثابت نیاز بود. استفاده از آنها پس از اینکه حق امتیاز موتور اتو در سال ۱۸۸۶ منقضی شد، سرعت گرفت. پتانسیل و کاربرد عملی تبدیل به گاز در موتورهای احتراق داخلی از همان روزهای نخست توسعه آنها به خوبی درک شده بود.
در سال ۱۸۷۳، جان لو فرایند گاز آب را به وجود آورد و ثبت اختراع کرد که با استفاده از آن می‌توان مقادیر زیادی گاز هیدروژن برای استفاده مسکونی و تجاری در گرمایش و روشنایی تولید کرد. برخلاف گاز زغال سنگ معمولی یا گاز کک که در خدمات شهری استفاده می‌شدند، این گاز سوخت گرمایشی پر بازده تری را فراهم می‌کرد.
در اواخر قرن نوزدهم موتورهای احتراق داخلی عموماً با گاز شهری سوخت رسانی می‌شدند و در اوایل قرن بیستم بسیاری از موتورهای ثابت به استفاده از سوخت گازی شده از کک که به‌طور قابل‌توجهی ارزان‌تر از گاز شهری بود که بر پایه گاز شهری به دست می‌آمد، تغییر حالت دادند.

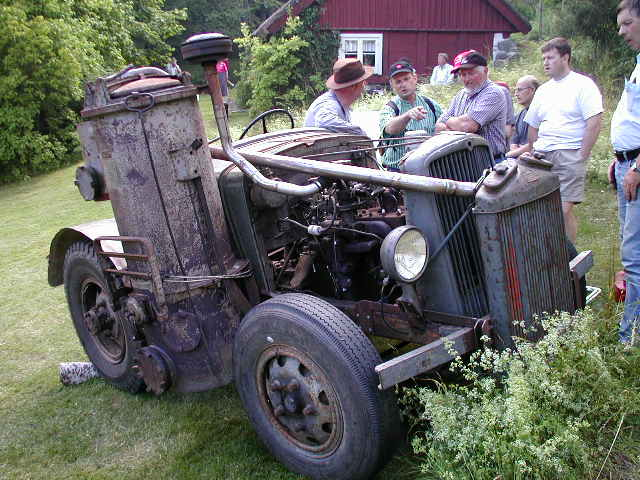
گازساز ایمبرت نصب شده برای کامیون فورد که به تراکتور تبدیل شده، موزه تراکتور عتیقه Per Larssons، سوئد، ۲۰۰۳

در دوران جنگ جهانی دوم، بنزین سهمیه بندی شده بود و با کمبود عرضه مواجه بود. به دلیل کمبود بنزین به دست آمده از نفت، افراد مسن به یاد می‌آورند که چگونه هم برای چوب و هم برای زغال‌سنگ دستگاه‌های گازساز بسازند و چگونه موتورهای احتراق داخلی را تغییر دهند تا با سوخت گازی کار کنند و مولدهای گاز چوب به‌طور فعال در حال تولید بودند. در بریتانیا، فرانسه، ایالات متحده و آلمان، تعداد زیادی از چنین مولدهایی برای تبدیل چوب و زغال سنگ به سوخت برای وسایل نقلیه ساخته شدند. مولدهای تجاری قبل و بعد از جنگ برای استفاده در موقعیت‌های خاص یا در اقتصادهای ضعیف در حال تولید بودند. برخی از مولدهای گاز چوب دوران جنگ جهانی دوم از نوع جریان نزولی "Imbert" بودند که در حدود سال ۱۹۲۰ توسط مخترع فرانسوی ژرژ ایمبرت طراحی شدند.
آلمان برای حفظ ذخایر محدود سوخت، واحدهای گازوژن را برای وسایل نقلیه از جمله اتومبیل‌ها، کامیون‌ها، تراکتورهای توپخانه‌ها و حتی تانک‌ها تولید کرد. حتی در کشورهایی که درگیر جنگ نبودند، مانند سوئد یا برزیل، گازوژن محبوب بود، زیرا دستیابی به نفت سخت شده بود. در برزیل، مسابقه دهنده ای به نام چیکو لندی که یک آلفارومئو با موتوری که با گاز چوب کار می‌کرد را می‌راند، در پیست اینترلاگوس سائوپائولو در سال ۱۹۴۴ برنده شد.
تولید گاز شهری برپایه زغال سنگ به‌طور کلی با گاز بر پایه نفت و گاز طبیعی جایگزین شد. با این وجود، بریتانیا استفاده خود از گاز شهری برپایه زغال سنگ را تا اکتشافات گاز طبیعی دریای شمال در دهه‌های ۱۹۶۰ و ۱۹۷۰ ادامه داد.

### پس از جنگ جهانی دوم

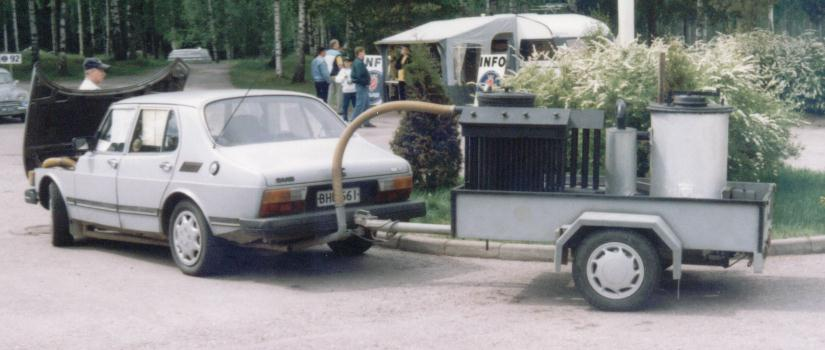
ساب ۹۹ که با گاز چوب در فنلاند کار می‌کرد. مولد گاز روی تریلر است.

زمانی که قیمت نفت افزایش یافت، علاقه دوباره به مولدهای گاز چوب شکل گرفت. آژانس مدیریت اضطراری فدرال ایالات متحده (FEMA) کتابی را در مارس ۱۹۸۹ منتشر کرد که در آن نحوه ساخت یک مولد گاز در مواقع اضطراری و زمانی که نفت در دسترس نبود توضیح داده شده بود. این کتاب طرحی به نام «گازساز با جریان نزولی طبقه بندی شده» را توصیف می‌کرد که چندین ایراد از انواع قبلی را برطرف می‌کرد.
اتحادیه اروپا یک پروژه گاز چوبک که در سال ۲۰۰۵ در گوسینگ اتریش شروع شد را حمایت مالی کرد. این پروژه یک نیروگاه برق با یک مولد گاز چوب و یک موتور گازی برای تبدیل گاز چوب به ۲ مگاوات توان الکتریکی و ۴٫۵ مگاوات گرما بود. همچنین یک دستگاه آزمایشی برای استفاده از فرایند فیشر-تروپش به منظور تبدیل گاز چوب به سوختی شبیه دیزل وجود داشت. تا قبل از اکتبر سال ۲۰۰۵، امکان تبدیل ۵ کیلوگرم چوب به ۱ لیتر سوخت وجود داشت.

## طراحی

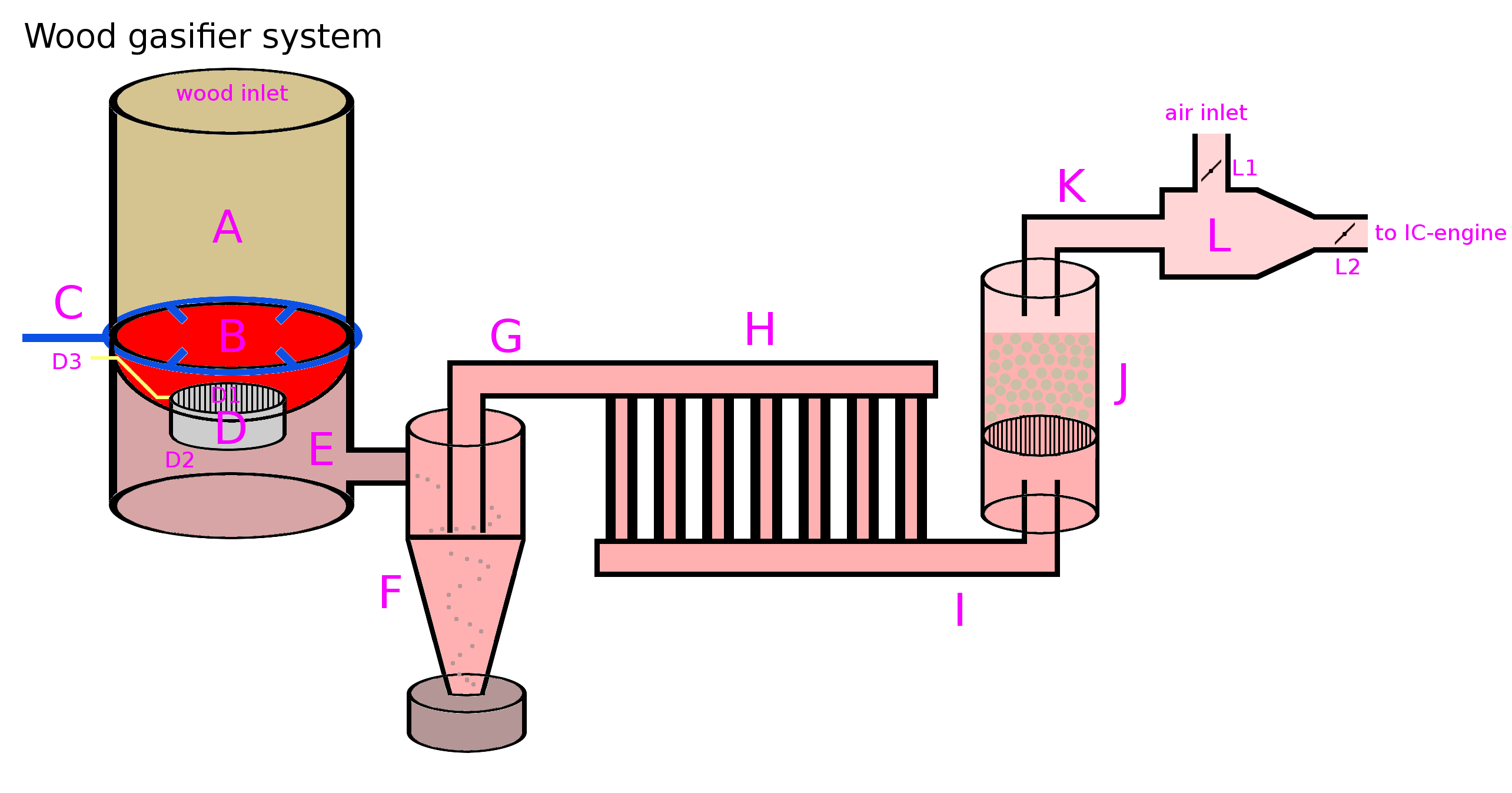
نمودار یک مولد گاز

متون علمی غنی ای در مورد کارخانه‌های گاز، گاز شهری، تولید گاز، گاز چوب و سوخت گازی وجود دارد که اکنون به دلیل قدمت آن در دسترس عموم مردم قرار دارد.
موفق‌ترین مولدهای گاز چوب که در اروپا و ایالات متحده مورد استفاده هستند، نمونه‌هایی از انواع طرح اولیه ایمبرت هستند. مولدهای گاز چوب اغلب از چوب استفاده می‌کنند. با این وجود، زغال چوب نیز می‌تواند به عنوان سوخت مورد استفاده قرار گیرد. زغال چوب متراکم تر است و گازی با آلایندگی کمتر را بدون مواد فرار قیری و مقدار آب بیش از حد چوب تولید می‌کند.
مولد گاز چوب FEMA (طبق تعریف کتاب راهنمای FEMA) یک گازساز اضطراری است. این مولد طراحی شده‌است که به سرعت در یک بحران سوخت واقعی مونتاژ شود. این طراحی ساده شده دارای مزایای روشنی نسبت به واحدهای اروپایی قبلی است، مانند سوخت‌گیری و ساخت و ساز آسان‌تر. اما به دلیل مشکلات جدید قابل توجهی نسبت به طرح اولیه ایمربت محبوبیت کمتری دارد. این مشکلات شامل فقدان یک منطقه اکسیداسیون ثابت می‌شود که به منطقه اکسیداسیون اجازه می‌دهد تا به یک منطقه بزرگتر به آرامی حرکت کند که باعث افت دما می‌شود. دمای عملیاتی پایین‌تر باعث تولید قیرمی‌شود و فاقد منطقه کاهش واقعی است که تمایل این طرح به تولید قیر را افزایش می‌دهد. قیر در جریان گاز چوب به عنوان یک گاز آلوده به حساب می‌آید و قیر به سرعت موتور را خراب می‌کند و احتمالاً باعث گیرکردن دریچه‌ها و حلقه‌ها می‌شود.
طراحی جدیدی که با نام گازساز کیث شناخته می‌شود، واحد FEMA را بهبود می‌بخشد و همزمان بازیابی گرمای گسترده و رفع مشکل قیر را در خود جای داده‌است. آزمایشی در دانشگاه آبرن نشان داده‌است که ۳۷ درصد کارآمدتر از بنزین است. این سیستم رکورد سرعت جهانی را برای وسایل نقلیه ای که با انرژی زیست توده کار می‌کنند ثبت کرده‌است و چندین تور بین‌المللی را انجام داده‌است.
سازمان ملل سند FOA 72 را با جزئیاتی در مورد طراحی و ساخت مولد گاز چوب آنها، همانند مقاله فنی بانک جهانی ۲۹۶، تهیه کرد.

### مزایا
مولدهای گاز چوبی مزایای زیادی نسبت به استفاده از سوخت‌های نفتی دارند:
- آنها را می‌توان برای راه اندازی موتورهای احتراق داخلی (یا توربین‌های گازی، برای حداکثر بازده) با استفاده از چوب، یک منبع تجدیدپذیر، و در غیاب نفت یا گاز طبیعی، به عنوان مثال، در هنگام کمبود سوخت استفاده کرد.
- آنها چرخه کربن بسته‌ای دارند، به میزان کمتری باعث گرمایش جهانی می‌شوند و در طبیعت پایدار هستند.
- آنها را می‌توان به شکل نسبتاً راحتی با استفاده از مواد در دسترس در شرایط بحرانی ساخت.
- آنها به مراتب پاکیزه‌تر از آتش چوب یا موتورهای بنزینی (بدون کنترل انتشار گازهای گلخانه ای) هستند و دوده کمی تولید می‌کنند.
- هنگامی که در یک طرح ثابت استفاده می‌شوند، به پتانسیل واقعی خود می‌رسند، زیرا می‌توان از آنها در سناریوهای کوچک ترکیبی حرارت و توان استفاده کرد (با بازیابی حرارت از تولیدکننده گاز چوب، و احتمالاً موتور/ژنراتور، به عنوان مثال، برای گرم کردن آب گرمایش هیدرونیک)، حتی در کشورهای صنعتی، حتی در شرایط اقتصادی خوب، مشروط بر اینکه منبع کافی چوب در دسترس باشد. تأسیسات در مقیاس بزرگ‌تر می‌توانند بازده بهتری داشته باشند و برای گرمایش منطقه‌ای نیز مفید هستند.

### معایب
- اندازه خاص بزرگ
- سرعت شروع نسبتاً آهسته؛ زمان گرم کردن دسته اولیه سرد چوب تا دمای لازم می‌تواند چند دقیقه و در کارخانه‌های بزرگتر حتی ساعت‌ها طول بکشد تا به توان طراحی شده برسد.
- یک فرایند سوختن دسته ای، که برخی از طرح‌ها دارای آن هستند و به‌طور منظم فرایند تولید گاز را قطع می‌کند.
- عملیات توقف خارج از یک سطح بار بالا دشوار است (به عنوان مثال توقف موتور با استفاده از گاز): گرمای باقیمانده همچنان گاز تولید می‌کند که برای مدت معینی گازساز را بدون کنترل ترک می‌کند یا اینکه باید در یک شعله گاز استفاده شود.
- سوخت گازی قابل احتراق اولیه که در طی فرایند تبدیل به گاز مونوکسید کربن تولید شده‌است: این یک محصول سوختی عمدی است و متعاقباً به همراه سایر گازهای سوختی به دی‌اکسید کربن ایمن در موتور (یا سایر کاربردها) می‌سوزد. با این حال، قرار گرفتن مداوم در معرض مونوکسید کربن حتی در غلظت‌های کم تا متوسط می‌تواند برای انسان‌ها کشنده باشد.
- رطوبت چوب (معمولاً ۱۵ تا ۲۰٪) و بخار آب ایجاد شده توسط اتم‌های O و H خود چوب خشک (حدود ۰٫۴ لیتر آب حاوی مواد آلی در هر کیلوگرم چوب خشک) در طول خنک‌سازی و فیلتر کردن گاز متراکم می‌شود و مایعی تولید می‌کند (به قیر چوبی هم مراجعه کنید)، که نیاز به تصفیه فاضلاب ویژه ای دارد. این تصفیه به حدود ۲۵ تا ۳۵ درصد انرژی گاز چوب ایجاد شده نیاز دارد.

### ملاحظات ایمنی
درصورتی که به دقت طراحی و استفاده نشود، پتانسیل قابل توجهی برای آسیب یا مرگ ناشی از گاز چوب که حاوی درصد زیادی از گاز سمی مونوکسید کربن (CO) است، وجود دارد. تولیدکننده‌های گاز چوب با طراحی مطمئن و ساخت و ساز کاملاً آزمایش شده برای استفاده در فضای باز یا در یک فضای نیمه بسته، به عنوان مثال، در زیر یک پناهگاه که از دو طرف باز است، ایمن به حساب می‌آید. همچنین ممکن است برای استفاده در یک فضای داخلی با تهویه بسیار خوب (مثلا فشار منفی) که به هیچ فضای داخلی دیگری که برای خواب مورد استفاده باشد متصل نیست و به آشکارسازهای گاز مونوکسید کربن اضافی (بیش از ۱) که کاملاً مستقل باشند و با باتری کار کنند و به‌طور منظم آزمایش شوند مجهز باشد، نسبتاً ایمن به حساب می‌آیند. با این حال احتیاط حکم می‌کند که هر نوع طراحی آزمایشی تولیدکننده گاز چوب یا ساخت و ساز جدید باید به‌طور کامل در فضای باز، و فقط در فضای باز، با یک «رفیق» که همیشه همراه باشد و با هوشیاری مداوم برای هرگونه علائمی از سردرد، خواب آلودگی یا حالت تهوع آزمایش شود. اینها علائم اولیه مسمومیت با مونوکسید کربن هستند.
علاوه بر این، باید از مخلوط شدن مقادیر بیش از حد هوا و گاز جلوگیری شود، زیرا در صورت وجود منبع احتراق، می‌تواند باعث آتش‌سوزی (انفجار) گاز مورد نظر شود. ذخیره‌سازی طولانی‌مدت گاز چوب، به جز برای استفاده از دستگاه جابجایی آب از نوع گازگیر نباید استفاده شود. به دلیل اینکه عناصر فراری در گاز وجود دارند که اگر اجازه رسوب بیش از حد مجاز به آنها داده شود، در منبع ذخیره‌سازی گاز متراکم می‌شوند. تحت هیچ شرایطی گاز چوب نباید به قدری متراکم شود که فشار آن به بیش از ۱ بار (۱۵ پوند بر اینچ مربع) بالاتر از محیط برسد، زیرا این اتفاق ممکن است باعث تراکم مواد فرار شود و همچنین اگر منبع شکسته شود یا نشتی داشته باشد، احتمال آسیب شدید یا مرگ ناشی از گاز مونوکسید کربن یا آتش‌سوزی وجود دارد.

## پوشش رسانه ای
در سال ۲۰۰۸، نمونه‌ای از طراحی و ساخت یک کامیون با موتوری که با گاز چوب کار می‌کرد در قسمت هشتم برنامه «ماشین با قدرت درخت» در کانال نشنال جئوگرافیک در Planet Mechanics نمایش داده شد.
در سال ۲۰۰۹، نمونه دیگری از طراحی و ساخت موتور مولد روشنی که با گاز چوب کار می‌کرد در مجموعه تلویزیونی The Colony در قسمت دوم فصل اول «مبارزه قدرت» بود. همچنین در قسمت دهم برنامه "Exodus" برای تأمین انرژی یک فورد اسکیپ استفاده شد.

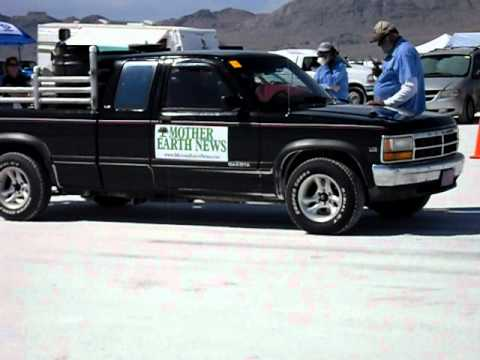
این کامیون در سپتامبر ۲۰۱۱ رکورد سرعت زمینی وسایل نقلیه ای که با انرژی زیست توده کار می‌کنند را ثبت کرد

در سال ۲۰۱۰، مجله Mother Earth News در مقاله ای یک موتورکه با گاز چوب کار می‌کرد و بر روی یک کامیون وانت نصب شده بود را مورد بحث قرار داد و تصاویری از آن را نشان داد. به عنوان بخشی از مجموعه علمی بی‌بی‌سی "Bang Goes Theory"، یک فولکس واگن سیروکو به یک طراحی از مارتین بیکن تبدیل شد تا با استفاده از تفاله‌های قهوه استفاده شده حرکت کند و پس از ساخت آن در سال ۲۰۱۰، صرفاً با استفاده از قهوه از لندن تا منچستر رانده شد. بخشی از گروه اکنون بر روی طراحی پیشرفته‌تری کار می‌کنند که علی‌رغم برد، بر روی حداکثر سرعت متمرکز است.
در ۱۴ سپتامبر ۲۰۱۱، در Bonneville Salt Flats یک کامیون اصلاح شده با موتوری که با گاز چوب کار می‌کرد، رکورد سرعت جهانی جدیدی را برای وسایل نقلیه ای که با گاز چوب کار می‌کنند، با سرعت ۷۳ مایل در ساعت به ثبت رساند.
در برنامه رادیویی Car Talk که در ایالات متحده محبوب است، یک تماس گیرنده در قسمت ۱۲۰۱ (که در ۷ ژانویه ۲۰۱۲ پخش شد و متعاقباً «۲۰ مایل به ازای هر وودچیپ» نامگذاری شد)، یک وسیله نقلیه تولید گاز چوب که در دوره طفولیت در جنگ جهانی دوم در آلمان سوار آن شد را مورد شرح قرار داد. میزبانان برنامه با این فناوری آشنا نبودند، احتمالاً به دلیل اینکه هرگز در ایالات متحده به‌طور گسترده مورد استفاده قرار نگرفت.
در ۱۲ مارس سال ۲۰۱۲، در یک قسمت از فصل ۲ برنامه Doomsday Preppers، یک مولد گاز چوب نشان داده می‌شود که اسکات هانت در حال راندن یک کامیون فورد و یک مولد الکتریکی خانگی در زمین جنگلی چند هکتاری خود در کارولینای جنوبی است.
برنامه کمدی تلویزیون صربستان "کامیون رانان 2" ("Kamiondzije II") از سال ۱۹۸۳ به عنوان بخشی از موضوع، در مورد یک مولد گاز که به شاسی یک کامیون متصل است صحبت می‌کند.
در آوریل سال ۲۰۱۲ مقاله‌ای در Mother Earth News منتشر شد که شامل گازساز کیت بود و تصاویری از آن را به همراه گفتگو با مخترع آن وین کیث نشان می‌داد.
در قسمت ۵ مستند بی‌بی‌سی Wartime Farm (پخش شده در اکتبر ۲۰۱۲)، آنها یک آمبولانس که با گاز زغال سنگ کار می‌کرد را مطابق با ویژگی‌های یک وسیله نقلیه گازسوز در سال ۱۹۴۳ ساختند.
در فصل ۳ برنامه «مردان کوهستانی» در کانال تاریخ، یوستی کانوی در حال کار کردن با یک پیکاپ تویوتا که با گاز پوب کار می‌کند و برای حمل کالا است، نشان داده می‌شود.
نخست‌وزیر فنلاند جوها سیپیلا به خاطر ماشینی که قبل از فعالیت سیاسی‌اش به عنوان سرگرمی ساخته بود و با موتور گاز چوب کار می‌کرد، مورد توجه رسانه‌ها قرار گرفت. «ال کامینا» مدل ۱۹۸۷ شورولت ال کامینو، با سرعت ۱۴۰ کیلومتر در ساعت (۸۷ مایل در ساعت)، سریع‌ترین خودرویی است که با گاز چوب کار می‌کند.

## لیست سیستم‌های تجاری موجود
فقط چند شرکت وجود دارند که سیستم‌های گاز چوب ساز را به صورت تجاری تولید می‌کنند. یک لیست را می‌توان در اینجا مشاهده کرد. از آنجایی که سیستم‌های گاز چوب تمایل دارند نسبتاً بزرگ باشند، بیشتر بر روی کاربردهای ثابت (تولید برق) متمرکز هستند. هر چند ممکن است برخی از آنها برای ساخت وسایل نقلیه مناسب باشند.
- فناوری‌های انرژی علمی آنکور[۲۲]
- GASEK[۲۳]
- Holzenergie Wegscheid GmbH
- Entrade Energiesysteme AG
- Vulcan Gasifier LLC
- کارخانه گاز پیروزی
- گازیفایر Garringer
- همه آزمایشگاه‌های قدرت
- سیستم‌های قدرت Husk
- STAK Properties LLC
- تولید فوچ
- شرکت برق جامعه
- Gasógenos GADA
- REP Renewable Energy Products GmbH
- Gasification Australia Pty Ltd
- بخش تأمین بین‌المللی
- Borealis Wood Power Corp
- Zhengzhou Shuliy Machinery Co. , Ltd
- ولتر
- Burkhardt GmbH
- Spanner Re² GmbH
- MRC سبز
- کارهای مهندسی مرتبط
- بنیاد ملی نوآوری - هند،
- تریلیون گازیفایر
- اتکا به خود شمالی
- گازسازی برتر
- شرکت تاکتیکال وود گاز[۲۴]
- شرکت مهندسی سینک کرافت[۲۵]

## برای مطالعهٔ بیشتر
- «قدرت هولزبرنر از طریق واگن شادی» (فولکس واگن بیتل، ۱۹۴۰–۱۹۴۵)